# Мейпл-Гроув (округ Манітовок, Вісконсин)
Мейпл-Гроув (англ. Maple Grove) — місто (англ. town) в США, в окрузі Манітовок штату Вісконсин. Населення — 773 особи (2020).

## Демографія
Згідно з переписом 2010 року, у місті мешкало 835 осіб у 293 домогосподарствах у складі 231 родини. Було 319 помешкань
Расовий склад населення:
| - 96,8 % — білих - 0,8 % — азіатів - 0,4 % — корінних американців - 0,1 % — вихідців з тихоокеанських островів |

До двох чи більше рас належало 1,2 %. Частка іспаномовних становила 1,1 % від усіх жителів.
За віковим діапазоном населення розподілялося таким чином: 26,5 % — особи молодші 18 років, 63,1 % — особи у віці 18—64 років, 10,4 % — особи у віці 65 років та старші. Медіана віку мешканця становила 39,8 року. На 100 осіб жіночої статі у місті припадало 124,5 чоловіків;  на 100 жінок у віці від 18 років та старших — 126,6 чоловіків також старших 18 років.
Середній дохід на одне домашнє господарство  становив 84 497 доларів США (медіана — 66 667), а середній дохід на одну сім'ю — 85 910 доларів (медіана — 80 625). Медіана доходів становила 46 875 доларів для чоловіків та 36 875 доларів для жінок. За межею бідності перебувало 3,9 % осіб, у тому числі 7,9 % дітей у віці до 18 років та 2,2 % осіб у віці 65 років та старших.
Цивільне працевлаштоване населення становило 490 осіб. Основні галузі зайнятості: виробництво — 30,6 %, освіта, охорона здоров'я та соціальна допомога — 17,1 %, сільське господарство, лісництво, риболовля — 12,9 %.